# 화랑교육원
화랑교육원(花郞敎育院)은 경상북도 경주시 남산동에 있다. 1971년 착공해서 1973년 5월 30일에 준공되었다 대한민국 최초의 학생교육원으로 개원한 이래 화랑의 얼을 계승하여, 국가관을 확립해 바른 품성과 인격을 도야하기 위해 교원 연수교육과 청소년 수련교육, 재외 교포학생, 교육과 사관생도 교육 그리고 일반 대학교 학생들은 교육과 공무원 교직 등을 담당하고 있다.

## 주요 시설
- 화랑문
- 성화채화기념관
- 남산정사
- 국선당
- 생활실
- 강당
- 식당
- 금오정사
- 화벽당
- 화랑정
- 육덕정